# Monteneroïta
La monteneroïta és un mineral de la classe dels fosfats que pertany al grup de la vivianita. Rep el nom de la mina Monte Nero, a Itàlia, la seva localitat tipus.

## Característiques
La monteneroïta és un arsenat de fórmula química Cu²⁺Mn²⁺₂(AsO₄)₂(H₂O)₈. Es tracta d'una espècie aprovada per l'Associació Mineralògica Internacional, i publicada per primera vegada el 2020. Cristal·litza en el sistema monoclínic. La seva duresa a l'escala de Mohs és 2.
L'exemplar que va servir per a determinar l'espècie, el que es coneix com a material tipus, es troba conservat a les col·leccions mineralògiques del Museu d'Història Natural del Comtat de Los Angeles, a Los Angeles (Califòrnia) amb el número de catàleg: 67509.

## Formació i jaciments
Va ser descoberta a la mina Monte Nero, situada a la localitat de Rocchetta di Vara, a la província de La Spezia (Ligúria, Itàlia), on es troba en forma de cristalls de color verd clar. Aquesta mina italiana és l'únic indret de tot el planeta on ha estat descrita aquesta espècie mineral.